# Liste des dirigeants de l'Afrique-Occidentale française
Ci-dessous la Liste des administrateurs coloniaux en Afrique occidentale française de 1886 à 1960. La fonction a vu son titre évoluer comme suit :
- 1895-1957 : Gouverneur général de l’Afrique occidentale française
- 1957-1959 : Haut-commissaire de la République à l’Afrique occidentale française

| Période                           | Responsable                                                             | Remarques |
| --------------------------------- | ----------------------------------------------------------------------- | --------- |
| de 1895 à 1900                    | Jean-Baptiste Chaudié, gouverneur général                               |           |
| de 1900 à 1902                    | Noël Ballay, gouverneur général                                         |           |
| de 1902 à 1907                    | Ernest Roume, gouverneur général                                        |           |
| de 1908 à 1915                    | William Merlaud-Ponty, gouverneur général                               |           |
| en 1916                           | François Joseph Clozel, gouverneur général                              |           |
| de 1917 à 1918                    | Joost van Vollenhoven, gouverneur général                               |           |
| de 1918 à 1919                    | Gabriel Angoulvant, gouverneur général                                  |           |
| de 1919 à 1919                    | Auguste Brunet, gouverneur général                                      |           |
| de 1919 à 1923                    | Martial Merlin, gouverneur général                                      |           |
| de 1923 à 1930                    | Jules Carde, gouverneur général                                         |           |
| de 1930 à 1936                    | Jules Brévié, gouverneur général                                        |           |
| de 1936 à 1938                    | Marcel de Coppet, gouverneur général                                    |           |
| de 1938 à 1938                    | Léon Geismar, faisant fonction                                          |           |
| de 1939 à 1939                    | Pierre Boisson, gouverneur général                                      |           |
| de 1939 à 1940                    | Léon Cayla, gouverneur général                                          |           |
| de 1940 à 1943                    | Pierre Boisson, haut-commissaire de l'Afrique française                 |           |
| de 1943 à 1946                    | Pierre Cournarie, gouverneur général                                    |           |
| de 1946 à 1948                    | René Barthès, gouverneur général                                        |           |
| du 2 décembre 1948 au 24 mai 1951 | Paul Béchard, gouverneur général                                        |           |
| de 1952 à 1956                    | Bernard Cornut-Gentille, gouverneur général                             |           |
| de 1956 à 1958                    | Gaston Cusin, gouverneur général puis haut-commissaire de la République |           |
| de 1958 à 1959                    | Pierre Messmer, haut-commissaire de la République                       |           |